# Federico Cóndor
Jaime Londoño (de nombre artístico Federico Cóndor) es un poeta colombiano.

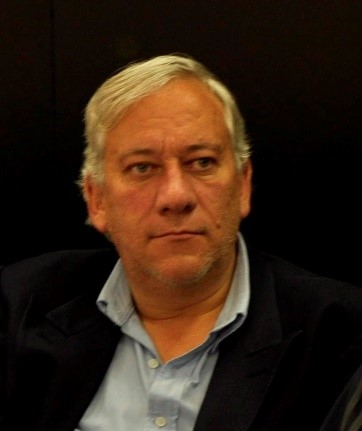
Foto del poeta Jaime Londoño

## Historia
Nace en Bogotá el 23 de agosto de 1959. Poeta, traductor, crítico y Editor. Estudió Derecho en la Universidad Externado. Luego Literatura en la Universidad Javeriana de Bogotá. Desde 1997 dirige un taller en el parque de Usaquén en Bogotá. Ha publicado los libros de poemas "Hechos para una vida anormal", "Alquimistas ambulantes", "Mago solo hay uno", 
"Fantasmas S.A.", "El canto de los insectos", "De mente nómada" y "El secreto de los insectos" Sus poemas aparecen en varias antologías del mundo. 
Fue profesor universitario de expresión oral y escrita desde el 2001 hasta el 2010. Luego fue profesor en la Universidad Autónoma de Bogotá dictando taller de poesía, literatura inglesa y taller de lengua I y II. En el 2013 empieza a dictar talleres de poesía para los niños de grado 5 en los colegios distritales y en las veredas de los municipios colombianos. Su casa es su morral, y los niños del campo se lo agradecen. Varios de los niños han recibido premios nacionales de cuento y poesía. Cuando se encuentra en Bogotá dicta talleres de taiji para los estudiantes de la especialización de Terapias alternativas en la Universidad Manuela Beltrán. También tiene un grupo de taiji en el parque El Tunal, donde le transmite a los asistententes las enseñanzas que sobre taiji le ha enseñado el maestro Quingsun Liu en el parque El Virrey los fines de semana. 
Ha publicado el libro de relatos "Sinapsis delirante". De historia ha publicado "Epitafios: Algo de historia hasta esta tarde pasando por Armero" Textos educativos publicados: "Competencias escriturales desde prejardín hasta grado 11" Organizó el primer encuentro de niños poetas colombianos. 
Ha sido jurado en diversos concursos de poesía. Coordinó talleres en la Casa de Poesía Silva para los niños de los colegios distritales de Bogotá. Ha participado en diversos encuentros internacionales de poesía. Su labor educativa le ha merecido diversos reconocimientos en los países donde ha colaborado en la formación de talleres de implementando su método "Desorden de los sentidos". 
Ha traducido del inglés el libro "El alma del hombre bajo el socialismo" ensayo escrito por Oscar Wilde. Del francés ha traducido "Gaspar de la noche" de Aloysius Bertrand.